# アストリッド (小惑星)
アストリッド (1128 Astrid) は、小惑星帯（メインベルト）に位置する小惑星の一つ。かなり小規模な小惑星族を代表する小惑星とされる。
ベルギー王立天文台でウジェーヌ・デルポルトによって発見され、ベルギー王妃（1929年当時は王太子妃）アストリッドにちなんで名づけられた。